# 伊莉莎白港機場
伊莉莎白港機場（英語：Port Elizabeth Airport）前稱亨德里克·弗倫施·維沃爾德機場，是一個位於南非東開普省伊莉莎白港的機場。這個機場是由南非機場公司雍有。
機場距離商業中心區南面兩英里。這個機場有一個特別的名稱——「十分鐘機場」，這是因為從伊莉莎白港的商業中心區前往機場所需的時間少於十分鐘。
在2007年，機場客量接近約一百五十萬人次。

## 機場航站樓設施
機場航站樓內有一些商店和食肆，另外還有基本的設備：例如自動櫃員機、電話亭等。航站樓內也有會議設施。
一些酒店是設立在機場旁。提供了當地的士的服務。那裡也有停車場和一些租車服務。

## 歷史
參考：Port Elizabeth Airport

## 特別飛機
- 在1998年8月，一架南非航空波音747-400降落在伊莉莎白港機場，這飛機的官方名稱為Ibayhi（在科薩語中指伊莉莎白港），這架機場載有機組人員，一些乘客和只有少些燃料，所以就可以安全的降落在一條只長1,980米的跑道。
- 在2004年5月17日，約翰·屈伏塔（John Travolta）駕駛他個人的澳洲航空波音707由模里西斯至伊莉莎白港機場，他訪問了附近的私營禁獵區。
- 在2008年2月1日，約旦國王阿卜杜拉二世乘坐空中巴士A340-200降落在伊莉莎白港機場。

## 公共建設
機場有三條跑道，主跑道是08/26，長1,980米；第二條是17/35，長1,667米；第三條是長1,160米。機場又有13個停機坪和有一個8,700平方米的航站樓。在2004年6月，現代化工程已經完成，機場每年可處理二百萬人。

### 擴展
機場現準備2010年世界杯，所以08/26主跑道會由現時的1,980米延長至3,000米，屆時就可以處理國際航班。

## 航空公司及目的地
- 一時間航空（開普敦、約翰內斯堡）
- 南非航空連結（布隆方丹、東倫敦）
- 英國航空
  - 康姆航空（約翰內斯堡）
- 庫魯拉航空（開普敦、德班、約翰內斯堡、拉塞利亞）
- 南非航空（約翰內斯堡）
- 南非航空快運（開普敦、德班）

## 外部連結
- ACSA - 伊莉莎白港機場基本資料
- 伊莉莎白港機場有用資料
- 航空照片在Google Map （页面存档备份，存于）